# Point de Schiffler

Triangle ABC
Les bissectrices, qui se croisent en I
Médianes des triangles intérieurs IAB, IBC, ICA
Médiatrices des segments de bissectrices [IA], [IB], [IC]
Droites d'Euler des triangles intérieurs, qui secroisent au point de Schiffler Sp

En géométrie, le point de Schiffler d'un triangle est un centre de triangle, un point défini à partir du triangle qui est équivariant sous les transformations euclidiennes du triangle. Ce point a été défini et étudié pour la première fois par Schiffler et al. (1985). Il porte le nombre de Kimberling X21.

## Définition
Le point de Schiffer d'un triangle ABC de centre inscrit I est le point de concours des droites d'Euler des quatre triangles BCI, CAI, ABI et ABC. Le théorème de Schiffler stipule que ces quatre lignes se rejoignent toutes en un seul point.

## Coordonnées
Les coordonnées trilinéaires du point de Schiffler sont
{\displaystyle \left[{\frac {1}{\cos B+\cos C}},{\frac {1}{\cos C+\cos A}},{\frac {1}{\cos A+\cos B}}\right]}
ou encore,
{\displaystyle \left[{\frac {b+c-a}{b+c}},{\frac {c+a-b}{c+a}},{\frac {a+b-c}{a+b}}\right]}
où a, b et c désignent les longueurs des côtés du triangle ABC, et A, B, C désignent les mesures des angles aux sommets.